# RAM - Logistica Infrastrutture e Trasporti
RAM - Logistica Infrastrutture e Trasporti S.p.A. (fino al 2017 Rete Autostrade Mediterranee) è un’azienda controllata al 100% dal Ministero dell'economia e delle finanze e opera per il Ministero delle infrastrutture e dei trasporti del quale è una società in house, e presso i cui uffici ha sede a Roma, in Via Nomentana 2.

## Storia
Rete Autostrade Mediterranee nasce nel 2004 con l'obiettivo di attuare il cosiddetto Programma Nazionale delle Autostrade del Mare all'interno del Mar Mediterraneo, nell'ambito delle Reti Transeuropee TEN-T, che è una derivazione del Progetto 21 Motorways of the Sea" approvato dal Consiglio europeo  che ha l'obiettivo di collegare i vari porti del Mediterraneo. 

## Attività
La società persegue l'obiettivo di sviluppare le reti di trasporto marittime come essenziale tramite di collegamento nel contesto euro-mediterraneo.
Oggi RAM si affaccia su nuovi scenari, adattando il proprio ruolo e le proprie funzioni verso una nuova stagione di pianificazione, programmazione e progettazione del settore. A tal fine promuove e supporta tecnicamente l’elaborazione, l’attuazione e la gestione delle linee di intervento in materia di trasporto e logistica connesse con tale sistema integrato e, più in generale, ai temi della logistica, delle infrastrutture e dei trasporti, così come previste nei documenti di pianificazione e programmazione del Ministero nonché in coerenza con i documenti di programmazione europea.
In questo complesso contesto RAM supporta il Ministero delle infrastrutture e dei trasporti prevalentemente nelle seguenti attività:
- promozione di iniziative di raccolta, analisi e monitoraggio di dati e statistiche nonché di valutazionie di progetti e programmi di investimento relativi al settore porti e logistica;
- assistenza tecnica alla Conferenza di coordinamento delle Autorità di sistema portuale e segretariato del Partenariato per la logistica ed i trasporti;
- gestione operativa degli incentivi all'intermodalità, erogati dal Ministero, al settore dell'autotrasporto (Marebonus, Ferrobonus, incentivi alla formazione e agli investimenti);
- gestione di programmi comunitari relativi a fondi erogati per le reti TEN-T (programmazione 2014-2020/2024);
- promozione e gestione di progetti a valere su bandi nazionali e comunitari nelle materie di interesse, sia direttamente che in qualità di implementing body del Ministero stesso;
- supporto a programmi e progetti di comunicazione di iniziative istituzionali.